# Heliophanus canariensis
Heliophanus canariensis är en spindelart som beskrevs av Wesolowska 1986. Heliophanus canariensis ingår i släktet Heliophanus och familjen hoppspindlar. Inga underarter finns listade i Catalogue of Life.